# Quân đội Giải phóng Kosovo
Quân đội Giải phóng Kosovo (KLA); tiếng Albania: Ushtria Çlirimtare e Kosovës—UÇK), là một tổ chức bán quân sự của người Kosovo/Albania, tìm cách tách Kosovo khỏi Cộng hòa Liên bang Nam Tư (FRY) và Serbia trong thập niên 1990 và tạo ra cuối cùng một Đại Albania,  nhấn mạnh văn hóa, dân tộc và dân tộc Albania. Tiền thân quân sự của KLA bắt đầu vào cuối những năm 1980 với sức đề kháng vũ trang cho cảnh sát Serb đang cố gắng đưa các nhà hoạt động Albania bị giam giữ. 
Đầu những năm 1990 đã có các cuộc tấn công vào lực lượng cảnh sát và các quan chức dịch vụ bí mật đã lạm dụng dân thường Albania.
 Vào giữa năm 1998, KLA đã tham gia vào trận chiến phía trước mặc dù nó đã đông hơn và bị bắn hạ. Xung đột leo thang từ năm 1997 trở đi do quân đội Nam Tư trả thù với một cuộc đàn áp trong khu vực dẫn đến bạo lực và di dời dân số.
 Cuộc tẩy chay dân tộc, đổ máu hàng ngàn người Albania đã đưa họ đến các nước láng giềng và tiềm năng của nó làm mất ổn định khu vực đã gây ra sự can thiệp của các tổ chức quốc tế, như Liên hợp quốc, NATO và INGO. NATO đã hỗ trợ KLA và can thiệp thay mặt nó vào tháng 3 năm 1999.
Vào tháng 9 năm 1999, với sự giao tranh và một lực lượng quốc tế tại Kosovo, KLA đã chính thức giải tán và hàng ngàn thành viên của họ gia nhập Quân đoàn Bảo vệ Kosovo, một cơ quan bảo vệ khẩn cấp dân sự thay thế Lực lượng Cảnh sát KLA và Kosovo, như dự kiến Sự kết thúc của cuộc chiến Kosovo dẫn đến sự xuất hiện của các nhóm du kích và các tổ chức chính trị từ KLA tiếp tục đấu tranh bạo lực ở miền nam Serbia (1999–2001) và tây bắc Macedonia (2001), dẫn đến các cuộc đàm phán hòa bình và quyền lớn hơn của Albania. Cựu lãnh đạo KLA cũng bước vào chính trị, một số người trong số họ đến văn phòng cao cấp.
KLA nhận được số tiền lớn từ các tổ chức cộng đồng người Albania. Đã có cáo buộc rằng nó sử dụng ma tuý để tài trợ cho hoạt động của mình, và báo cáo về hành vi lạm dụng và tội ác chiến tranh của KLA trong và sau cuộc xung đột, chẳng hạn như vụ thảm sát dân thường và trại giam. Vào tháng 4 năm 2014, Hội đồng Kosovo đã xem xét và phê duyệt việc thành lập một tòa án đặc biệt để thử các vụ kiện liên quan đến tội phạm và các hành vi lạm dụng nghiêm trọng khác được các thành viên của KLA cáo buộc cam kết trong năm 1999-2000. KLA được coi là một trong những cuộc nổi dậy thành công nhất của thời kỳ hậu Chiến tranh Lạnh và là một cuộc nổi dậy mô hình, với thành công nhanh chóng của nó đến chủ yếu từ một cấu hình bất thường của hiện tượng địa chính trị và phổ biến.